# 서하 양종
서하 양종 이안전(西夏 襄宗 李安全, 1170년 ~ 1211년)은 서하의 7대 황제(1206년 ~ 1211년)이다. 시호는 경목황제(敬穆皇帝)이다. 숭종의 손자이고 인종의 조카이다.

## 생애
양종은 월왕 이인우(越王 李仁友)의 아들로 진이군왕(鎭夷郡王)에 봉군되었으며 1206년, 사촌인 환종(桓宗)의 친금 외교에 반대하여, 환종의 생모인 라태후(羅太后)와 협력해 환종을 폐위하고, 스스로 황제에 즉위했다. 즉위 후 장기에 걸쳐 금나라의 우호 관계를 무시했기 때문에, 금군에 의한 침공을 받게 되었다.
1208년, 칭기즈 칸이 인솔하는 몽골군의 침공을 받았지만, 칩거전의 끝에 한 번은 격퇴했다. 그러나 다음 1209년, 몽골군의 수공에 의해 항복을 피할 수 없게 되었다. 결국 서하는 항복 조건으로 막대한 공물과 황녀를 헌상하고 몽골과 화친을 맺었다.
1210년, 몽골에 종속된 양종은 금나라를 상대로 전쟁을 계획하지만, 한 때 우호국이었던 금과의 전쟁을 반대하는 황족이 많았다. 결국 다음 해 1211년 이준욱에 의해 폐위되고 1개월 후에 사망하였다.

## 가계
- 아버지 : 월왕 이인우(越王 李仁友), 숭종의 아들이자 인종 이인효의 동생
- 황후 전씨
- 귀비 소씨
- 아들 : 이승정(李承禎)
- 딸 : 차가

| 전임 서하 환종 | 제7대 서하의 황제 1206년 ~ 1211년 | 후임 서하 신종 |